# Pholiurus
Pholiurus es un género monotípico de plantas herbáceas perteneciente a la familia de las poáceas. El género comprende 9 especies descritas y de estas, solo una aceptada. Su única especie: Pholiurus pannonicus, es originaria del sudeste de Europa.

## Descripción
Son  plantas anuales. Tallos frecuentemente ramificados. Hojas con vaina de márgenes libres; lígula corta, generalmente truncada, membranosa; limbo plano o plegado, rara vez convoluto. Inflorescencia en espiga, con eje marcadamente excavado, desarticulándose en la madurez. Espiguillas con 1 sola flor fértil y 2 glumas más largas que la flor, cubriendo cada excavación del eje, excepto en la antesis. Glumas coriáceas, con 5 nervios muy marcados y 1 surco transversal en la base. Lema membranosa, trinervada. Pálea tan larga como la lema, membranosa, bidentada, con 2 quillas poco marcadas, generalmente puberulentas en la parte superior. Androceo con 3 estambres. Ovario glabro.

## Taxonomía
Pholiurus pannonicus fue descrita por (Host) Trin. y publicado en Fundamenta Agrostographiae 132. 1820.
Etimología
Pholiurus': nombre genérico que deriva de las palabras griegas: pholis (escama) y oura = "cola", que se refiere a las glumas de las espiguillas que parecen escamas (como serpiente) en las inflorescencias.
pannonicus: epíteto geográfico que alude a su localización en la provincia romana de Panonia.
Sinonimia
- Lepturus incurvatus subsp. curvatissimus (Asch. & Graebn.) Rouy
- Lepturus incurvatus var. curvatissimus Asch. & Graebn.
- Lepturus pannomicus (Host) Kunth
- Lepturus pannonicus (Host) Kunth
- Ophiuros pannonicus (Host) P.Beauv.
- Rottboellia biflora Roth
- Rottboellia pannonica Host basónimo
- Rottboellia salina Kit. ex Spreng.
- Rottboellia salsa Fisch. ex Roem. & Schult.